# 小曽根乾堂

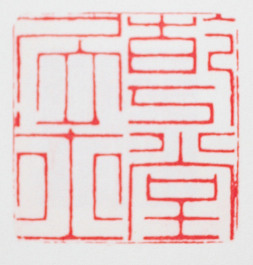
小曽根乾堂自用印

小曽根 乾堂 （こぞね けんどう、文政11年5月2日（1828年6月13日） - 明治18年（1885年）11月27日）は、江戸時代末期から明治時代の日本の事業家・書家・文人画家・篆刻家である。明治政府の勅命により御璽・国璽を刻したことで知られる。また、坂本龍馬のよき理解者であり、財政面を支えている。
幼名を六郎太、六朗。諱を豊明、字を守辱、乾堂は号で室号を鎮鼎山房・浪平釣叟とした。通称は栄。長崎の人。

## 略伝

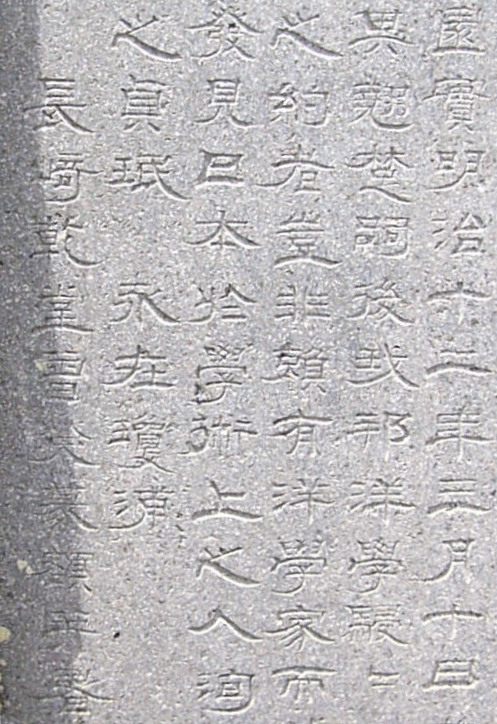
小曽根乾堂書　シーボルト記念碑

小曽根家の遠祖は武田勝頼の家臣とされるが、家祖は江戸時代初期の平戸道喜である。道喜は博多・平戸と移り、慶長年間に長崎本博多町に住み、古物商と外国貿易を生業とした。出島の南蛮屋敷の建設、眼鏡橋の修復、瑞光山永昌寺の建立など様々な事業を行った。この道喜の代に小曽根姓に変わった。その後に家運が衰え、乾堂の祖父の代には貧窮に陥ったが、父・六左衛門は幕末頃、越前福井藩や肥前佐賀藩の御用商人となり、長崎屈指の豪商になった。乾堂はこの父と母・中山氏の第一子として生まれた。
六左衛門は文芸にも造詣が深く、竹影と号しているが篠崎小竹に因んだと言われる。古書画や古器物を愛玩し印癖があった。乾堂に対して文芸の道に秀でることを望み、その教育に熱心だった。乾堂はこれに応え、詩・書・画・篆刻に加え、音楽や陶芸にも造詣を得た。
書は春老谷・水野眉川に就いて学び、来舶清人の銭少乕からは隷書の書法を伝えられた。後に日清修好条規締結のため全権大使・伊達宗城の随員として清国に向かった折りに、清国側の全権大使・李鴻章にその書を認められて「鎮鼎山房」の額を贈られている。
文人画は鉄翁祖門に師事、木下逸雲や三浦梧門にも教えを受けた。来舶清人の陳逸舟と交わり文人画の画法を伝授されている。花鳥画や山水画を得意とし、逸雲と村尾万載が興した長崎書画清壇会（後の長崎南画会）を継承しその発展に寄与した。若き日の富岡鉄斎は小曽根家に招かれて所蔵された中国元明清の書画名蹟をみて文人画家を志したと云われる。
篆刻は長崎派の源伯民の流れを汲む大城石農に就いた。とりわけ篆刻に優れた技能を発揮。17歳の時には名士の求めに応じて刻印している。21歳のとき自刻印の印譜『乾堂印譜』・『乾堂印藪』を刊行したが篠崎小竹・広瀬淡窓・草場佩川らがその序文で大いに賞賛している。また印籍『百花印箋』がある。30歳で江戸に遊歴し、14代将軍・徳川家茂に謁見し、鉄筆の隷書を献じて親書を下賜されている。明治4年（1871年）、明治政府から御璽・国璽の刻印を拝命される。従前の御璽・国璽が正しい印法・篆法に則っていないことを嘆き、乾堂自身が政府に対して建白していた。しかし、乾堂の拝刻した印は漢字に時代の誤りがある上に両印の書体が統一されておらず、「艸卒ノ刻、字體典雅ナルヲ得ス」「早卒ニ際シ石刻相成且刻面モ不宜様ニ相見候」と不評だったため京都の秦藏六が合金製で鋳造し、同じく京都の篆刻の専門家である安部井櫟堂が拝刻した。なお、新しい御璽、国璽に関して乾堂が布字したという風説があるが、印の新制に対しての乾堂の御璽・国璽制作拝命願書が明治6年9月に叱責の上却下返却された資料はあるものの、布字を示す資料や証拠は一切無い。
音楽は月琴を好み、三宅端蓮の門下となり明清楽を学ぶ。これは来泊した林得建より伝えられた中国の伝統的な音楽である。後日、乾堂とその一門は東京の離宮において、この明清楽の御前演奏の栄誉に浴している。「小曽根明清楽」と呼ばれ、長崎から各地に伝わり浸透した。この流れは現在長崎の無形文化財に指定されている。
名陶亀山焼の発展に尽力し、自らも鉄翁祖門や木下逸雲らと共に絵付けを施している。亀山焼廃窯後は長男・晨太郎に再興するように託した。この意思を受けて晨太郎は、明治24年（1891年）頃に陶工を各地から招き、自宅の邸内に窯を開いた。小曽根焼もしくは鼎山焼と呼ばれ、明治32年（1899年）まで続いた。
乾堂は文人としての活動ばかりでなく事業家としても大いに活躍した。松平春嶽の援助を受けて、父とともに浪の平海岸一帯の埋立事業をして港湾を整備し、貿易の進展に尽くしている。
坂本龍馬や勝海舟と関係があった。海舟と長崎妻との間に生まれた子の世話もしている。ちなみに海舟の印は乾堂の作である。龍馬の亀山社中の出資者となり、亀山焼工場跡地を本拠地に斡旋した。のちに海援隊となってからもその本部は乾堂邸に置かれた。また、龍馬の妻・お龍に月琴を教えたのは乾堂の長女・キクといわれている。
晩年は小曽根小学校の創立、寺院や神社の創建、桟橋の架設、高島炭鉱の三菱への譲渡斡旋などの業績がある。
享年59。諡号は大器院白厳乾堂居士。浪平太平寺に墓所がある。

## 著作
- 『西晋遺音』

## 小曽根乾堂を演じた人物
- 山内明 - 『勝海舟』 （NHK大河ドラマ、1974年）
- 本田博太郎 - 『龍馬伝』 （NHK大河ドラマ、2010年）